# Urtica sondenii
Urtica sondenii là loài thực vật có hoa trong họ Tầm ma. Loài này được (Simmons) Avrorin ex Geltman miêu tả khoa học đầu tiên năm 1988.